# Химик (футбольный клуб, Красноперекопск)
«Хи́мик» Краснопереко́пск (укр. «Хімік» (Красноперекопськ)) — украинский футбольный клуб, представляющий город из АР Крым, Красноперекопск.

## История
Футбольный клуб в Красноперекопске появился ещё в 1950-х годах. Команда состояла из работников местного бромного завода. Новый виток истории красноперекопского футбола начался с появлением команды «Химик», становлению которой помог крымский политик Сергей Куницын (на тот момент председатель совета министров АРК, в прошлом городской голова Красноперекопска).
С финансовой помощью нового спонсора «Химик» добился первых серьёзных побед. В 2004 году под руководством главного тренера Александра Шудрика команда выиграла чемпионат Крыма. Ставший вторым симферопольский «Элим» отстал на девять очков, статистические показатели «Химика» впечатляли: 76 очков из 84 возможных. В мае 2005 года «Химик» выиграл Кубок АРК (в финале команда из Красноперекопска победила севастопольский «КАМО» — 4:0). Значительных результатов команда добилась благодаря тренерскому таланту Александра Шудрика. Ранее он поднял на профессиональный уровень «Крымтеплицу». Затем взялся за «Химик».
При финансовой поддержке ОАО «Крымский содовый завод» значительно улучшилась инфраструктура клуба. На стадионе «Химик» были установлены пластиковые сиденья (4000 мест), а раздевалки и душевые значительно преобразились после ремонта. Также было отстроено новое административное здание, установлено электронное табло.
Начиная с сезона 2005/06 «Химик» участвует в соревнованиях первенства Украины среди команд второй лиги группы «Б».
В первом для себя сезоне «Химик» занял шестое место. Могла команда оказаться и выше, но на старте второго круга команда потерпела пять поражений подряд. Тогда упорно ходили слухи, что главного тренера Александра Шудрика сменит Виктор Смигунов. Дебютный сезон запомнился также двумя поражениями «Николаеву» — 0:5 дома и 0:5 в гостях

## Статистика
| Сезон   | Лига                | Поз | Игр | В  | Н | П  | ГЗ | ГП | О  | Кубок Украины | Примечания |
| ------- | ------------------- | --- | --- | -- | - | -- | -- | -- | -- | ------------- | ---------- |
| 2005/06 | Вторая лига Украины | 6   | 28  | 11 | 5 | 12 | 24 | 30 | 38 | 1/16 финала   |            |
| 2006/07 | Вторая лига Украины | 5   | 28  | 13 | 7 | 8  | 35 | 28 | 46 | 1/16 финала   |            |
| 2007/08 | Вторая лига Украины | 4   | 34  | 21 | 6 | 7  | 54 | 28 | 69 | 1/64 финала   | [1]        |
| 2009    | Чемпионат Крыма     | 3   | 21  | 14 | 1 | 6  | 68 | 24 | 43 | не выступает  |            |
| 2010    | Чемпионат Крыма     | 1   | 22  | 17 | 4 | 1  | 73 | 21 | 55 | не выступает  |            |